# Грейсленд
Гре́йсленд  (англ. Graceland) — выстроенное в 1939 году в колониальном стиле поместье в Мемфисе, США. Известно главным образом как дом американского певца и актёра — Элвиса Пресли.

## Грейсленд
Поместье расположено на бульваре Элвиса Пресли. Поместье Грейсленд стало открытым для посещения публики 7 июня 1982 года. Поместье открыла бывшая жена Элвиса — Присцилла Пресли, изменив перед тем весь интерьер дома.

### Элвис в Грейсленде

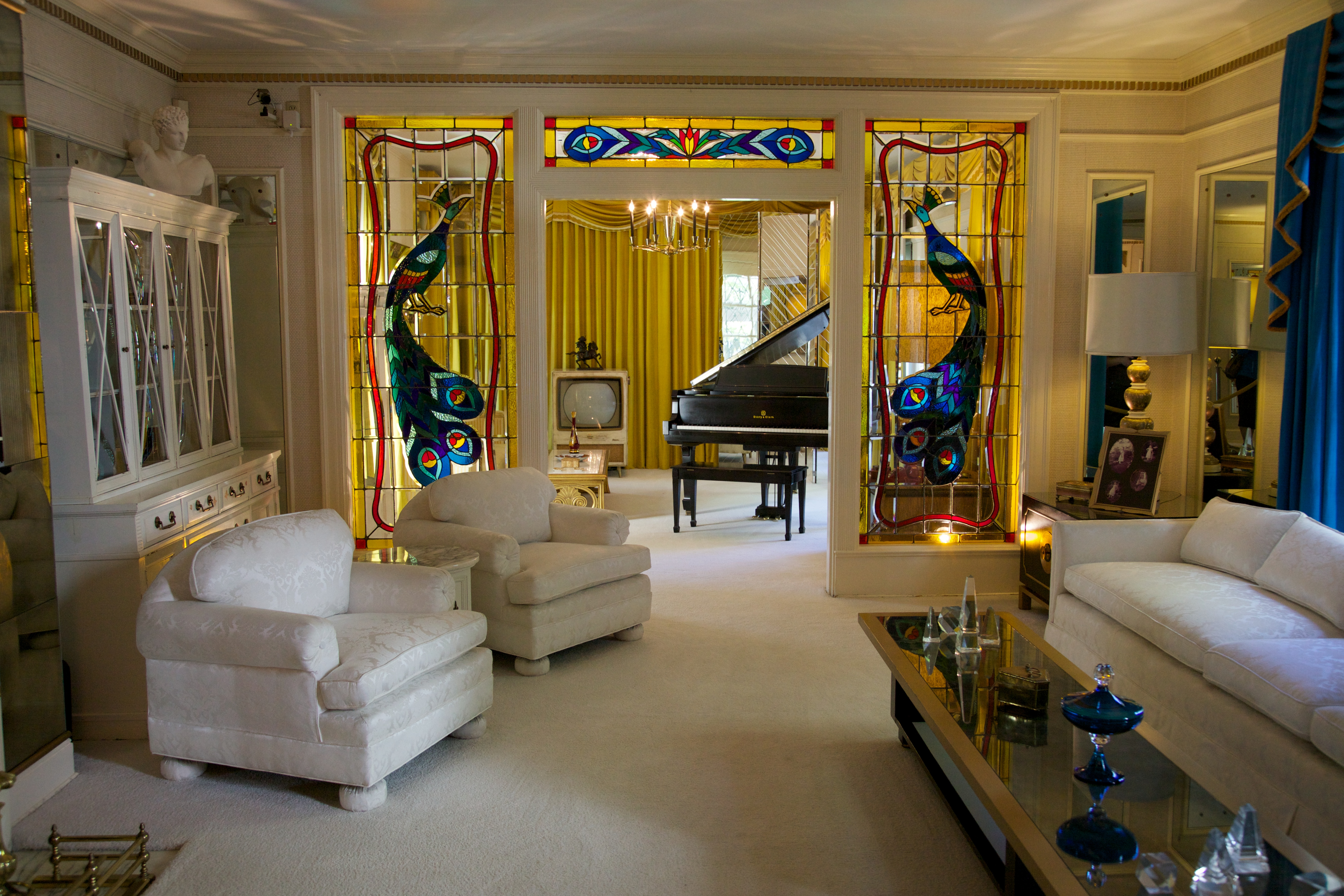
Гостиная Грейсленда

В 1957 году Элвис приобрел для своей семьи поместье Грейсленд, расположенное в пригороде Мемфиса Уайтхэвэне. Оно занимало 14 акров земли и обошлось покупателю в немалую сумму − 100 000 долларов. Таким образом, поместье стало для Элвиса воплощением его давней детской мечты, исполнением обещания, которое он дал когда-то матери: «Однажды я стану богатым — однажды все вокруг изменится и я куплю вам красивый дом, в котором мы будем все вместе жить, и вам никогда не надо будет больше работать — люди будут работать на вас».
Грейсленд стал для Элвиса всем. Здесь он мог проводить время за привычными и приятными ему занятиями: кататься на лошадях, устраивать вечеринки, отдыхать. Во дворе Грейсленда находится бассейн. Хотя Элвис не умел плавать, он любил просто полежать у воды на шезлонге и поболтать с друзьями. Грейсленд состоит из двух жилых этажей и 23 комнат, нескольких пристроек, офиса, других помещений, бассейна, Meditation Garden (сегодня место погребения членов семьи Пресли), сада, пастбища и конюшни.

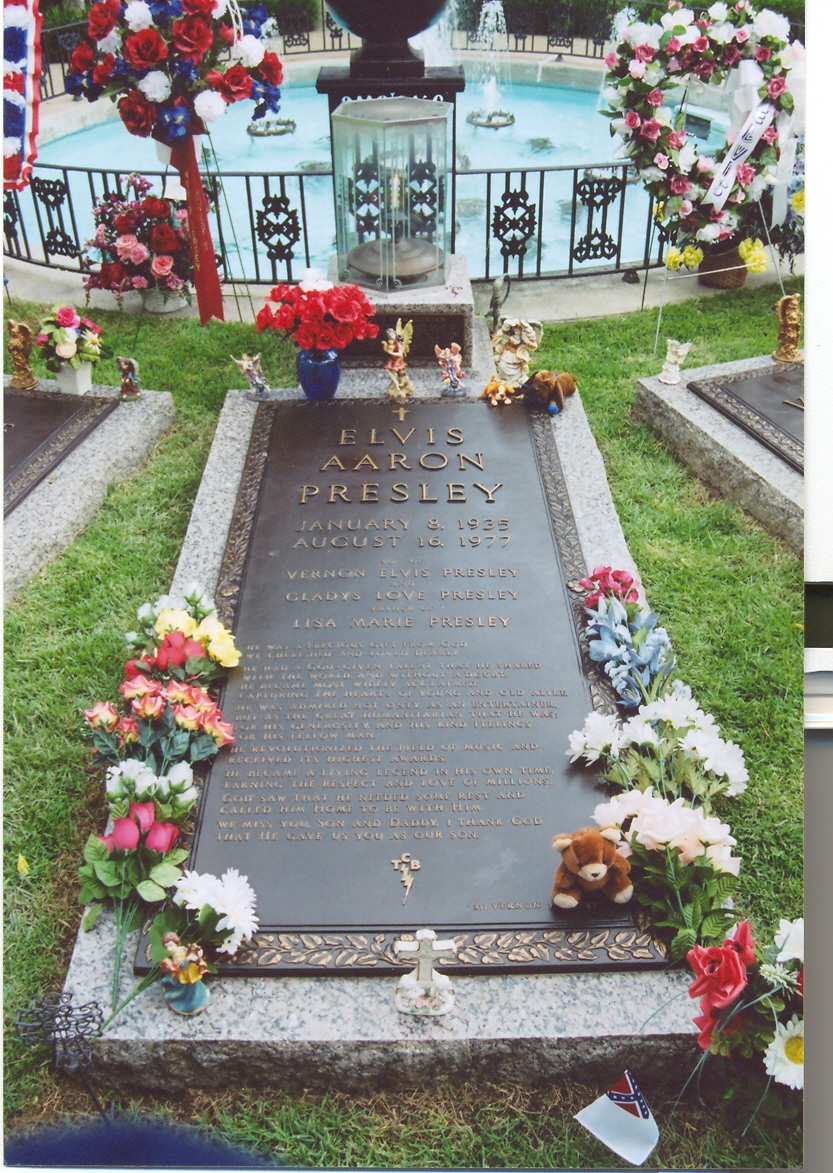
Могила Элвиса Пресли в Грейсленде

Интерьер Грейсленда не сохранил прежнего вида 1950-х годов. Элвис часто менял обстановку дома, покупал новую мебель, нанимал известных дизайнеров. Грейсленд никогда не был в «антиквариате». Всегда был в новом стиле. Интерьер гостиной в розово-чёрно-золотой цветовой гамме всегда был визитной карточкой Элвиса в 1950-е годы. В 1965 годы Элвис кардинально изменяет дизайн дома. Спальня Элвиса была декорирована в испанском стиле — в черно-красной гамме, на полу лежал ковёр красно-золотого цвета, потолок был зеркальным, стены были отделаны чёрным бархатом и кожей, массивные двери спальни были обиты чёрной кожей, окна спальни Элвиса были плотно задрапированы. Слева от двери стояла огромная кровать Элвиса — она была более чем гигантской, как говорила одна из подруг Элвиса: «на ней могла преспокойно расположиться целая семья из нескольких человек». Под потолком спальни были установлены два телевизора. В спальне Элвиса действовала система видеонаблюдения — хозяин в любой момент мог увидеть, что происходит в разных частях дома. Камеры наблюдения были установлены над входной дверью, в холле, в гостиной, в комнате дочери Элвиса — Лизы Мари Пресли. Нередко Элвис, находясь в своей комнате, наблюдал за поклонниками, толпящимися у ворот поместья.
В 1971 году Элвис и Присцилла Пресли расстались. В тот период его жизни Элвис изменил весь интерьер Грейсленда. Убрал всю мебель, что выбирала Присцилла. Был изменен интерьер кухни, вся мебель стала ярко-красного цвета. Это было последнее преображение Грейсленда самим Элвисом.

### Записи альбомов в Грейсленде

Jungle Room

После выхода альбома «Today» Пресли отказался ездить в студию RCA для записей новых песен. Тогда RCA оборудовала передвижную студию и приехала прямо в Грейсленд. Сессия началась 2 февраля 1976 года в оборудованной «Jungle Room» (Комната джунглей) и продолжалась 6 дней. За это время было записано около дюжины песен. 
Последний альбом «Moody Blue» записывался также в Грейсленде.

### Грейсленд сегодня
Сегодня поместье Грейсленд открыто для всех желающих. Тур по музею Грейсленд доступен, хотя фото- и видеосъёмка формально не разрешаются внутри здания (для этого требуется специальное разрешение). Экскурсия, начинающаяся с входной двери, проходит по кухне, бассейну, расположенному в поместье, гостиной и жилым комнатам. «Комната джунглей» также доступна для посещения. Бильярдная и верхний этаж, заставленный наградами, золотыми дисками и т. п. — главная ценность всего поместья. За поместьем располагается могила Пресли и его родителей — Вернона Пресли и Глэдис Лав Смит.
9 ноября 2020 года в Грейсленде состоялся национальный конкурс красоты «Мисс США 2020», где одержала победу афроамериканка Ася Бранч.